# Pleurotomaria proutiana
Pleurotomaria proutiana is een fossiele slakkensoort uit de familie van de Pleurotomariidae. De wetenschappelijke naam van de soort is voor het eerst geldig gepubliceerd in 1859 door Shumard.